# Talang Curup (Kerkap)
Talang Curup is een bestuurslaag in het regentschap Bengkulu Utara van de provincie Bengkulu, Indonesië. Talang Curup telt 383 inwoners (volkstelling 2010).